# Bernesse
Bernesse – rzeka we Francji, przepływająca przez teren departamentu Górna Garonna, o długości 19,4 km. Stanowi lewy dopływ rzeki Save.